# Stara Huta, Malîn
Stara Huta (în ucraineană Стара Гута) este un sat în comuna Morozivka din raionul Malîn, regiunea Jîtomîr, Ucraina.
Localitatea face parte din regiunea istorică Volânia, iar după tratatul de pace de la Riga din 1921 a devenit parte a Uniunii Sovietice.

## Demografie
Componența lingvistică a localității Stara Huta
     Ucraineană (86,67%)
     Rusă (13,33%)
Conform recensământului din 2001, majoritatea populației localității Stara Huta era vorbitoare de ucraineană (86,67%), existând în minoritate și vorbitori de rusă (13,33%).